# Bullemolen
De Bullemolen (Fries: Bullemûne) is een poldermolen even ten oosten van het Friese dorp Lekkum, dat deel uitmaakt van de Nederlandse gemeente Leeuwarden.

## Beschrijving
De Bullemolen, een maalvaardige grondzeiler die aan de Bonkevaart staat, werd in 1825 geplaatst voor de bemaling van de Bulle- en Litspolder. Eerder vervulde hij dezelfde functie voor de polder Louwsmeer bij Tietjerk. De Bullemolen zou zijn naam ontlenen aan het beroep van een van zijn vroegere eigenaren, die beul van Leeuwarden was. Het was een van de eerste molens in Friesland die werden voorzien van fokwieken, op één roede. De Bullemolen werd gerestaureerd in 1968. Tot 1983 stond bij de molen een molenaarswoning, die echter in dat jaar afbrandde.
Sinds 1988 is de Bullemolen eigendom van de Stichting De Fryske Mole, die hem in 1995 opnieuw liet restaureren. Daarbij werden onder meer de schroef en een roede vervangen. Tegenwoordig staat de Bullemolen, die voorheen deel uitmaakte van een open polderlandschap, aan de rand van een nieuwbouwwijk van Leeuwarden. De molen is op afspraak te bezichtigen.
In 2006 werd de Bullemolen door het Wetterskip Fryslân aangewezen als reservegemaal in geval van wateroverlast.